# Макгинн, Стивен
Сти́вен Макги́нн (англ. Stephen McGinn; род. 2 декабря 1988, Глазго) — шотландский футболист, центральный полузащитник клуба «Сент-Миррен». Выступал за молодёжную сборную Шотландии.

## Клубная карьера

### Ранние годы
Макгинн родился 2 декабря 1988 года в шотландском городе Глазго.
С детства увлекался футболом — первой его командой стал клуб «Глен Лассет Бойз Клаб» (англ. Glen Lusset Boys Club), за которую он стал играть в семилетнем возрасте. Когда Стивену было 13, его заметили скауты «Сент-Миррена». Они предложили Макгинну продолжить своё футбольное образование в академии «святых» — юный игрок ответил согласием.

### «Сент-Миррен»
15 декабря 2006 года Стивен подписал с «Сент-Мирреном» свой первый профессиональный контракт.
Дебют Макгинна в первой команде «святых» состоялся 1 января 2007 года, когда в матче шотландской Премьер-лиги ренфруширцы встречались с «Инвернесс Каледониан Тисл». В этом поединке Стивен вышел на замену на 46-й минуте игры вместо Дэвида Маккенны. А уже 20 января молодой полузащитник впервые вышел в основном составе «Сент-Миррена» — в тот день его команда проиграла глазговскому «Селтику» с разгромным счётом 1:5, единственный мяч в составе ренфруширцев забил именно Макгинн, открывший счёт своим голам за «святых».
В сезоне 2007/08 Стивен появлялся на поле, в основном выходя на замену. Всего в этом футбольном году он сыграл 28 матчей, забил 2 гола — в ворота «Селтика» и «Харт оф Мидлотиан». Также 12 января 2008 года Стивен в первый раз в своей карьере принял участие в поединке национального Кубка против «Дамбартона». В следующем сезоне Макгинн стал более регулярно играть в стартовом составе «Сент-Миррена». 5 октября 2008 года точный удар Стивена принёс победу «святым» победу с минимальным счётом 1:0 в матче с «Рейнджерс». Этот успех прервал беспроигрышную гостевую серию «джерс» в поединках чемпионата Шотландии с ренфруширцами, длившуюся 22 года. 15 августа 2009 года, в своём первом матче в сезоне 2009/10 Макгинн забил гол в ворота «Хиберниана». Далее, 29 августа и 22 сентября, Стивен отличился тремя мячами в двух матчах против «Килмарнока».

### «Уотфорд»
15 января 2010 года Стивен перебрался в Англию, заключив контракт сроком на два с половиной года с клубом «Уотфорд». Сумма сделки между «Сент-Мирреном» и «шершнями» не разглашалась.
Первую игру в своём новом клубе Макгинн провёл 27 февраля, когда «Уотфорд» встречался с «Ньюкасл Юнайтед». 16 октября 2010 года Стивен забил свой первый гол за «шершней», поразив ворота «Портсмута». Шотландец пришёлся «ко двору» в «Уотфорде» регулярно появляясь в стартовом составе английского клуба. 26 февраля 2011 года в поединке с «Донкастер Роверс» Макгинн получил травму колена. Через некоторое время стало известно, что Стивену потребуется хирургическое вмешательство, восстановление после которого заняло длительный срок.
2 марта 2012 года Макгинн вернулся на поле, сыграв в матче резервных команд «Уотфорда» и «Саутгемптона». После встречи шотландец заявил, что его физическое состояние «стало ещё лучше, чем было до повреждения». 10 июля того же года Стивен заключил с «шершнями» новый контракт по схеме «1+1».

### «Шрусбери Таун»
4 января 2013 года по аренде сроком на один месяц перешёл в команду «Шрусбери Таун». На следующий день хавбек впервые сыграл за «синих», появившись на поле на замену в матче турнира Первой Футбольной лиги Англии со «Сканторп Юнайтед».

### Клубная статистика
| Клуб                     | Сезон                    | Чемпионат | Чемпионат | Кубок | Кубок | Кубок Лиги | Кубок Лиги | Еврокубки | Еврокубки | Итого | Итого |
| Клуб                     | Сезон                    | Игры      | Голы      | Игры  | Голы  | Игры       | Голы       | Игры      | Голы      | Игры  | Голы  |
| ------------------------ | ------------------------ | --------- | --------- | ----- | ----- | ---------- | ---------- | --------- | --------- | ----- | ----- |
| Сент-Миррен              | 2006/07                  | 4         | 1         | —     | —     | —          | —          | —         | —         | 4     | 1     |
| Сент-Миррен              | 2007/08                  | 25        | 2         | 3     | 0     | —          | —          | —         | —         | 28    | 2     |
| Сент-Миррен              | 2008/09                  | 27        | 1         | 3     | 0     | 1          | 0          | —         | —         | 31    | 1     |
| Сент-Миррен              | 2009/10                  | 18        | 3         | 1     | 0     | 2          | 1          | —         | —         | 21    | 4     |
| Всего за «Сент-Миррен»   | Всего за «Сент-Миррен»   | 74        | 7         | 7     | 0     | 3          | 1          | 0         | 0         | 84    | 8     |
| Уотфорд                  | 2009/10                  | 9         | 0         | —     | —     | —          | —          | —         | —         | 9     | 0     |
| Уотфорд                  | 2010/11                  | 29        | 2         | 2     | 0     | 2          | 0          | —         | —         | 33    | 2     |
| Всего за «Уотфорд»       | Всего за «Уотфорд»       | 38        | 2         | 2     | 0     | 2          | 0          | 0         | 0         | 42    | 2     |
| Шрусбери Таун            | 2012/13                  | 13        | 1         | —     | —     | —          | —          | —         | —         | 13    | 1     |
| Всего за «Шрусбери Таун» | Всего за «Шрусбери Таун» | 13        | 1         | 0     | 0     | 0          | 0          | 0         | 0         | 13    | 1     |
| Всего за карьеру         | Всего за карьеру         | 125       | 10        | 9     | 0     | 5          | 1          | 0         | 0         | 139   | 11    |

(откорректировано по состоянию на 1 апреля 2013)

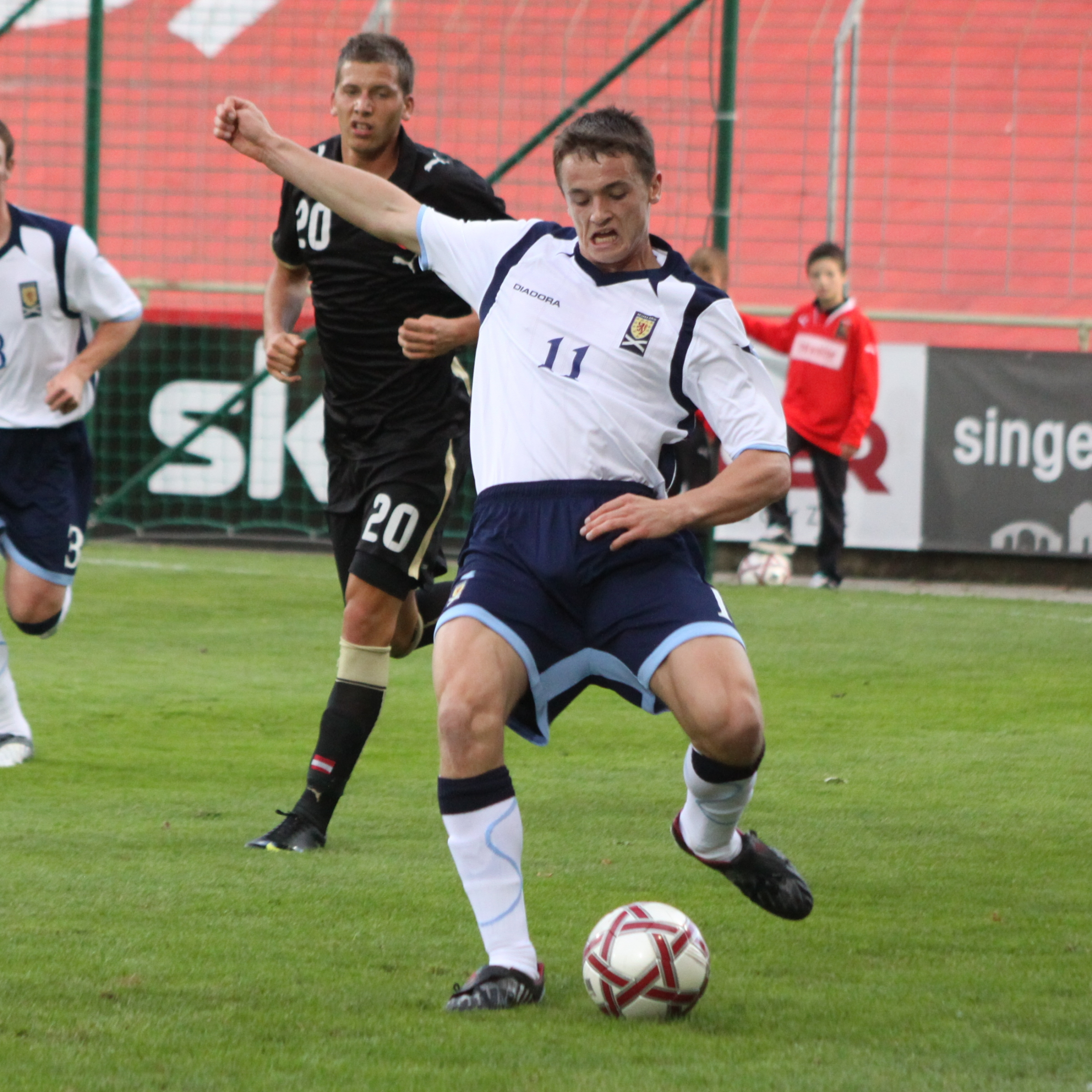
Стивен Макгинн в матче молодёжной сборной Шотландии

## Сборная Шотландии
С 2009 по 2010 год Макгинн призывался под знамёна молодёжной сборной Шотландии. Дебютировал в её составе 1 апреля 2009 года в матче со сверстниками из Албании. Всего за шотландскую молодёжную команду сыграл восемь встреч, забил один гол.

## Личная жизнь
Дед Стивена, Джек, также был футболистом и также выступал за шотландский «Сент-Миррен». Впоследствии являлся президентом глазговского «Селтика». Младшие братья Макгинна, Джон и Пол, тоже играют в футбол — защищают цвета клубов «Сент-Миррен» и «Куинз Парк», соответственно.